# La pratica Ipcress
La pratica Ipcress (in inglese, The IPCRESS File) è il primo romanzo di spionaggio di Len Deighton, pubblicato nel 1962. In italiano è stato tradotto per la prima volta da Fenisia Giannini nel 1965.
La storia si svolge durante la Guerra Fredda e include scene in Libano e su un atollo usato per un test atomico statunitense. La storia è stata adattata nel film Ipcress del 1965 prodotto da Harry Saltzman, diretto da Sidney J. Furie e interpretato da Michael Caine e in una serie TV del 2022, con Joe Cole, Lucy Boynton e Tom Hollander.

## Trama
Il romanzo si presenta come il resoconto personale del protagonista senza nome al Ministro della Difesa britannico, che prende il nome di "pratica Ipcress". Gli eventi iniziano poco dopo il trasferimento del protagonista dall'intelligence militare alla WOOC(P), una piccola agenzia di intelligence civile che risponde direttamente al Gabinetto del Regno Unito, dove lavora sotto il comando di un uomo chiamato Dalby. Un intermediario dell'intelligence con nome in codice "Jay" è sospettato di essere responsabile di una serie di rapimenti di VIP britannici con l'intento di venderli ai sovietici; al protagonista viene assegnato il compito di incontrare Jay per ottenere il rilascio di "Raven", uno scienziato di alto rango. Cercando di incontrare Jay in uno strip club di Soho per negoziare la liberazione di Raven, il protagonista scopre il corpo incosciente dello scienziato in una stanza sul retro ma non riesce a salvarlo.
La WOOC(P) apprende che Raven sta per essere trasferito ai sovietici a Beirut; viene così organizzata una missione di salvataggio. Al protagonista, cui viene assegnato il ruolo di osservatore, uccide gli occupanti di un'auto arrivata improvvisamente sulla scena, credendoli agenti al servizio di Jay; in realtà si tratta di membri dell'Office of Naval Intelligence statunitense. L'operazione ha comunque successo e Raven viene recuperato, ma le indagini su Jay continuano. Una svolta avviene quando Housemartin, uno degli alti collaboratori di Jay, viene arrestato a Shoreditch, ma il protagonista e un altro agente arrivano al commissariato solo per scoprire che Housemartin è stato assassinato nella sua cella. Le informazioni ottenute a seguito dell'arresto permettono alla WOOC(P) e alla polizia di assaltare uno dei rifugi di Jay, che però risulta abbandonato.
Uno statistico militare, Carswell, e il suo assistente Murray, vengono assegnati alla WOOC(P) per cercare un collegamento tra le sparizioni degli scienziati e per aiutare nell'amministrazione del dipartimento, mentre al protagonista viene assegnata un'assistente, Jean Tonnesen, una giovane donna affascinante per la quale inizia a provare sentimenti romantici.
Dalby rivela informazioni secondo cui le operazioni di Jay potrebbero interferire con un test americano di bomba a neutroni nel Pacifico. Lui, Jean e il protagonista vengono inviati sul sito del test come osservatori britannici e, una volta lì, il protagonista apprende da un vecchio amico della CIA che gli americani lo sospettano di essere una doppia spia a causa della morte degli agenti statunitensi. Jean rivela che Dalby ha visitato un bunker giapponese abbandonato sull’isola e, seguendo Dalby sul luogo, il protagonista assiste al sabotaggio del sito, che ritarda il test atomico e causa la morte di un poliziotto militare. Il protagonista viene arrestato dagli americani e interrogato, prima di essere apparentemente trasferito in Ungheria con il sospetto di essere una spia sovietica. Lì viene drogato e sottoposto a torture psicologiche e fisiche, e quasi cede prima di riuscire a fuggire, per poi scoprire di essere in realtà a Londra. Il protagonista trova rifugio presso Charlie Cavendish, padre di un amico morto durante la Seconda guerra mondiale, e tenta di ristabilire u contatto con la WOOC(P). Charlie viene ucciso dagli uomini di Jay, costringendo il protagonista alla fuga; si reca quindi da Dalby, ma lo sorprende insieme a Jay, Murray e un altro collaboratore di Jay, confermando i suoi sospetti che Dalby sia in realtà il traditore.
Il protagonista viene scoperto da Murray, che si rivela essere un agente sotto copertura dell'intelligence militare anch'egli sulle tracce di Dalby. Il protagonista riesce a fuggire, ma viene catturato da Jay. L'intelligence militare però riesce a seguirli e Jay e Dalby vengono arrestati dal Colonnello Ross. Il protagonista rivela a Jean che Jay e Dalby stavano usando un processo chiamato Induction of Psycho-neuroses by Conditioned REflex with StresS (IPCRESS) per fare il lavaggio del cervello ai VIP, rendendoli fedeli all'Unione Sovietica. I collegamenti scoperti da Carswell erano in realtà indicatori dei tratti di personalità che Jay usava per individuare i VIP più facilmente manipolabili. Il tentativo precedente del Colonnello Ross di vendere informazioni al protagonista era stato un test della sua lealtà. Il romanzo si conclude con il protagonista che termina il suo rapporto al Ministro, rivelando che Jay ha cambiato schieramento e lavora ora per i britannici, mentre Dalby è presumibilmente morto in un incidente stradale.

## Edizioni
- Len Deighton, La pratica Ipcress, traduzione di Fenisia Giannini, Milano, Garzanti, 1965.